# 833 (číslo)
Osm set třicet tři je přirozené číslo. Následuje po čísle osm set třicet dva a předchází číslu osm set třicet čtyři. Římskými číslicemi se zapisuje DCCCXXXIII a řeckými číslicemi ωλγ'.

## Matematika
833 je:
- Osmiúhelníkové číslo
- Jedenáctiúhelníkové číslo
- Deficientní číslo
- Složené číslo
- Šťastné číslo

## Astronomie
- (833) Monica je planetka hlavního pásu, kterou objevil v roce 1916 Max Wolf

## Roky
- 833
- 833 př. n. l.